# Resolution 1199 des UN-Sicherheitsrates
Die Resolution 1199 des UN-Sicherheitsrates war eine UN-Resolution zur Situation im Kosovo, die der Sicherheitsrat der Vereinten Nationen am 23. September 1998 auf seiner 3930. Sitzung mit einer Enthaltung einstimmig angenommen hat. Unter Bezug auf die Resolution 1160 des UN-Sicherheitsrates (1998) verlangte das Gremium, dass die albanische und die jugoslawische Seite im Kosovo Feindseligkeiten beenden und einen Waffenstillstand beachten soll.

## Hintergrund
Der Sicherheitsrat kam zusammen, um die Kämpfe im Kosovo und speziell die ungezielte Anwendung von Gewalt der serbischen Sicherheitskräfte und der jugoslawischen Armee zu diskutieren, die nach Angaben von Kofi Annan zur Flucht von 230.000 Personen führte. Die Flüchtlinge waren in den Norden von Albanien, Bosnien und Herzegowina sowie weitere europäische Staaten geflohen, und der Hohe Flüchtlingskommissar der Vereinten Nationen (UNHCR) schätzte, dass 50.000 von ihnen ohne Grundversorgung waren. Er bekräftigte das Rückkehrrecht aller Flüchtlinge und stellte fest, dass sich im Kosovo eine humanitäre Katastrophe entwickle und Verletzungen der Menschenrechte und des internationalen humanitären Rechts stattfänden. Gleichzeitig wurden Gewaltausübungen durch alle Seiten und Terrorakte verurteilt, und der Sicherheitsrat bekräftigte, dass der Status des Kosovo Autonomie und Selbstverwaltung umfassen sollte.

## Inhalt der Resolution
Unter Kapitel 7 der Charta der Vereinten Nationen verlangte die Resolution, dass alle Konfliktparteien die Feindlichkeiten einstellen und eine Waffenruhe einhalten. Sowohl die Regierung der Bundesrepublik Jugoslawien als auch die Führung der Kosovoalbaner wurde aufgefordert, sofortige Maßnahmen zur Verbesserung der humanitären Situation zu ergreifen und Gespräche aufzunehmen, die zur Lösung der Krise führen. Der Sicherheitsrat verlangte außerdem von der Bundesrepublik Jugoslawien:
(a) die Einstellung von Aktionen der Sicherheitskräfte, durch die die Zivilbevölkerung betroffen ist;
(b) die Zulassung von internationalen Beobachtern und die Garantie ihrer Bewegungsfreiheit;
(c) die Erleichterung der Rückkehr von Flüchtlingen gemeinsam mit dem UNHCR und dem Internationalen Komitee vom Roten Kreuz sowie die Erlaubnis, dass Nothilfe den Kosovo erreicht;
(d) Fortschritte bei der Suche nach einer politischen Lösung für die Situation im Kosovo.
Der Sicherheitsrat nahm zur Kenntnis, dass der jugoslawische Präsident Milan Milutinović sich verpflichtet hat, politische Mittel zur Konfliktlösung einzusetzen, repressive Maßnahmen gegen die Zivilbevölkerung zu vermeiden, die Bewegungsfreiheit internationaler humanitärer Organisationen sicherzustellen und die sichere Rückkehr von Flüchtlingen zu gewährleisten. Die Führung der Kosovoalbaner habe gleichzeitig den Terrorismus zu verurteilen.
Der Sicherheitsrat begrüßte die Gründung einer diplomatischen Beobachtungsmission und forderte Staaten und Organisationen, die in der Bundesrepublik Jugoslawien akkreditiert sind, eine ständige Beobachtung der Situation im Kosovo durchzuführen. Der Rat erinnerte die Bundesrepublik Jugoslawien daran, dass sie verantwortlich sei für die Sicherheit diplomatischen und internationalen Personals und Angehöriger von gemeinnützigen Hilfsorganisationen. Beide Seiten wurden aufgefordert, mit dem Internationalen Strafgerichtshof für das ehemalige Jugoslawien zusammenzuarbeiten, um eventuelle Verstöße aufzuklären und die Verantwortlichen für Misshandlungen von Zivilpersonen und die absichtliche Zerstörung von Eigentum vor Gericht zu bringen.
Schließlich wurde der Generalsekretär der Vereinten Nationen ersucht, regelmäßig dem Sicherheitsrat Bericht über die Entwicklungen in der Region zu erstatten, und der Rat stellte fest, dass im Falle der Nichteinhaltung der Resolution weitere Maßnahmen ergriffen würden, um Frieden und Sicherheit wiederherzustellen.

## Abstimmung
Der Resolution 1199 (1998) stimmten 14 Mitglieder des Sicherheitsrates zu. Die Volksrepublik China enthielt sich der Stimme und gab an, es handle sich um eine innere Angelegenheit der Bundesrepublik Jugoslawien, und dass Jugoslawien im Rahmen seiner Rechte handle.